# チベット問題を考える議員連盟
チベット問題を考える議員連盟（チベットもんだいをかんがえるぎいんれんめい）は、日本の超党派の議員連盟。略称は「チベ議連」。

## 概説
中国におけるチベット独立問題などにアプローチするために、各政党の国会議員からなる超党派の議員連盟。反中を掲げているわけではなく、後藤田正純など日中友好議員連盟にも加盟している議員も参加している。

## 役員
- 代表：枝野幸男（立憲民主党）

## 所属していた役員・会員
- 牧野聖修（会長・2012年に落選）
- 五十嵐文彦（副会長・2012年に落選）
- 鳩山由紀夫（会員・2012年に引退）
- 原田義昭（会員・2021年に落選）
- 後藤田正純（会員・2022年に議員辞職）

## エピソード
- 2001年には中国側が同議連メンバーに活動停止を要求し、「所属政党の幹部が訪中しても、中国要人に会えなくなる」と圧力を加えた。また、大使館側が参加を予定していた議員に対して個別接触して説得工作を行い、その結果、社民党の衆院議員が「党の指示」を理由に世話人を辞退している[1]。
- 2002年11月に、鳩山由紀夫幹事長（当時）などの所属議員がダライ・ラマ14世と会談した際、中国から抗議を受けた。
- 2003年11月、チベット議連がダライ・ラマを招聘しようとした際、在京の中国大使館が牧野聖修代表（当時）に再三単独での会談を求めて拒否され、民主党の岡田克也幹事長（当時）にも議連に「影響力を行使するよう」要請したが、岡田は「議連の活動を党として縛ることはできない」と拒否した[2]。
- 2005年9月の第44回衆議院議員総選挙で、牧野聖修代表（民主党）をはじめ、五十嵐文彦（民主党）事務局長、小西理（自民党）、宇佐美登（民主党）など所属議員が大量に落選。枝野幸男衆議院議員が代表に就任した。
- 2005年のダライ・ラマ法王の来日時は、第44回衆議院議員総選挙の選挙期間中だったが、牧野は議員連盟を代表して法王の送迎、東京での歓迎パーティ-出席、伊勢神宮参拝などのアテンド役を務めた。
- 2008年のチベット動乱について2008年3月19日に総会を開催。中国に対する非難声明を発表し、福田康夫首相、崔天凱駐日中国大使らに送付した[3]。
- 2009年8月の第45回衆議院議員総選挙で、牧野、五十嵐などが当選、国政復帰を果たす。それにともない、牧野が会長に、五十嵐が副会長に就任、前代表の枝野は名誉顧問となった。
- 2009年11月1日、牧野、五十嵐らが東京のホテルでダライ・ラマ14世と会談した。鳩山由紀夫首相はスケジュール上の都合を理由として同席しなかったが、「（ダライ・ラマに）再びお会いできることを願っている」とするメッセージを贈った[4]。ダライ・ラマ14世はこのメッセージに謝意を表し、鳩山の首相就任を祝すとともに、鳩山が提唱する「東アジア共同体」構想に賛意を示した[4][5]。